# Paul Comtois
Pour les articles homonymes, voir Comtois.
Paul Comtois, agr. né le 22 août 1895 à Saint-Thomas-de-Pierreville et décédé le 21 février 1966 à Sillery, est un agronome et un homme politique canadien. Il est lieutenant-gouverneur du Québec de 1961 à 1966.

## Biographie

### Agronome
Natif de Saint-Thomas-de-Pierreville, il étudie au collège de Nicolet et à l'Université de Montréal, puis il devient agronome en 1918 après un stage.
Il exerce son métier et vit dans la ferme de sa famille. Il épouse Irène-Anne-Rachel Gill en 1921 à Saint-François-du-Lac. Dans les années 1930, il est l'évaluateur en chef de la Commission du prêt agricole canadien. Il a cinq enfants, Odette, Pierre, Yves, Mireille et Jean.

### Carrière politique
Après avoir été marguillier et président de la commission scolaire locale, ainsi que gérant à l'Office du crédit agricole, il est élu député conservateur de Nicolet—Yamaska en 1957, après une tentative échouée en 1930.
John Diefenbaker le choisit pour être ministre des Mines et le nomme au Conseil Privé. Il devient lieutenant-gouverneur du Québec en 1961. L'année suivante, il est honoré du Très vénérable ordre de Saint-Jean.

### Décès
Paul Comtois meurt tragiquement en 1966 dans un incendie qui détruit la résidence officielle des lieutenants-gouverneurs au Parc du Bois-de-Coulonge de Québec. Une fois sa famille mise en sécurité à l'extérieur, il retourna dans les flammes pour sauver le Saint Sacrement de la chapelle privée. Son corps a été retrouvé brûlé mais tenant toujours le ciboire avec les hosties. Lucien Tremblay, juge en chef du Québec, assume l'intérim des fonctions de lieutenant-gouverneur jusqu’à la désignation de Hugues Lapointe le lendemain. 
Il est enterré dans le cimetière de son village natal. Cinq ans plus tard, le groupe humoristique les Cyniques fait une blague sur l'incendie fatal pour l'ex-lieutenant-gouverneur, ce qui cause un scandale au Québec en 1971.

## Honneurs
Le pavillon Paul-Comtois de l'Université Laval à Québec, abritant principalement la Faculté des sciences de l'agriculture et de l'alimentation, a été nommé en son honneur.
L'avenue Paul-Comtois a été nommée en son honneur dans l'ancienne ville de Charlesbourg. Charlesbourg est maintenant un arrondissement de Québec.

## Héraldique
Paul Comtois s'est vu concéder des armoiries le 20 février 1963.
| Sois franc et honnête |
| --------------------- |

| L'écu de Paul Comtois se blasonne ainsi : D’or à l’orme soutenu d’un monticule herbeux mouvant de la pointe, le tout au naturel, mantelé de sinople à deux gerbes de blé d’or, chacune liée d’une guirlande de feuilles d’érable au naturel. |